# همفري باجيت
توماس همفري باجيت (ر.إ.ب.) كان مصممًا وصانعًا للعملات والميداليات الإنجليزية. يشار إلى تصميماتخ من خلال الأحرف الأولى لاسمه "HP".
تواصل دار سك العملة الملكية بباجيت لأول مرة في عام 1936 بعد تولي الملك إدوارد الثامن العرش. جاءت توصية باجيت من خلال تصميمه السابق لوجه ميدالية تحمل صورة أمير ويلز آنذاك. بعد بعض الجدل حول الاتجاه الذي يجب أن يواجهه الملك على العملة (كان من التقليد أن يواجه كل ملك متعاقب الاتجاه المعاكس لسلفه، لكن الملك شعر أن ملامح يساره كانت أفضل من يمينه)، حصلت الموافقة على عمل باجيت في تصميمين مختلفين قليلاً: أحدهما للفضة والآخر لغير الفضة. ومع ذلك، فإن تنازل إدوارد عن العرش يعني أنه باستثناء بعض القطع التجريبية، لم تصل تصميمات باجيت أبدًا إلى مرحلة سك العملة. وجد البعض طريقه خارج دار سك العملة لأغراض الاختبار، وبالتالي أصبحوا من بين أندر القطع وأكثرها قابلية للتحصيل من بين جميع العملات الإسترلينية.
يتجلى نجاح صورة إدوارد في تكليف باجيت وحده بتصميم تمثال جورج السادس عام 1937. وهو الفنان الوحيد الذي حصل على موافقة لاستخدام تصميم وجه ثانٍ للعملة في سك العملات الإسترلينية في القرن العشرين. كما عُدِّلت هذه الصورة لاستخدامها في إصدارات الطوابع البريدية البريطانية، ووُصفت منذ ذلك الحين بأنها "رأس العملة الكلاسيكي للقرن العشرين".
على الرغم من شهرته مصمما لوجوه العملات، صممه باجيت أعمالا أخرى، بما في ذلك، على نحوٍ أشهر، تصميمٌ يُظهر سفينة حربية من العصر الإليزابيثي تُدعى "الذيل الذهبي". كان هذا التصميم مُصممًا في الأصل لنصف التاج، ثم اعتُمد لنصف البنس عام 1937، وبقي كذلك حتى سُحب عام 1969 (استعدادًا للتحويل إلى النظام العشري عام 1971).
صمم باجيت لاحقًا مجموعة واسعة من الإصدارات لدول الكومنولث وغير الكومنولث. ومن أبرز أعماله اللاحقة صورة للملك فيصل الثاني ملك العراق عام 1955 على العملات، وميدالية دورة ألعاب الكومنولث عام 1970 التي تحمل صورة دوق إدنبرة. كما صمم تمثالًا للملكة إليزابيث الثانية لإصدار تذكاري لجزيرة مان عام 1965.
لا يزال عمل باجيت جزءًا من تداول الجنيه الإسترليني الحالي: تظهر صورته لدوق إدنبرة، التي رسمها عام 1970، على ظهر عملة تذكارية من فئة خمسة جنيهات إسترلينية صدرت عام 2017.